# Outkovka hrbatá
Outkovka hrbatá (Trametes gibbosa ale i Lenzites gibbosa) je houba z čeledě chorošovité (Polyporaceae), řádu chorošotvaré (Polyporales). Nejedlá houba. Způsobuje bílou hnilobu dřeva, napadá živé stromy, rozkládá neživé části dřevin. Běžný druh v mírném pásmu severní polokoule.

## Synonyma patogena

### Vědecké názvy
Podle biolib.cz je pro patogena s označením outkovka hrbatá (Trametes gibbosa) používáno více rozdílných názvů, například Agarico-suber scalptum nebo Daedalea virescens.

## Zeměpisné rozšíření

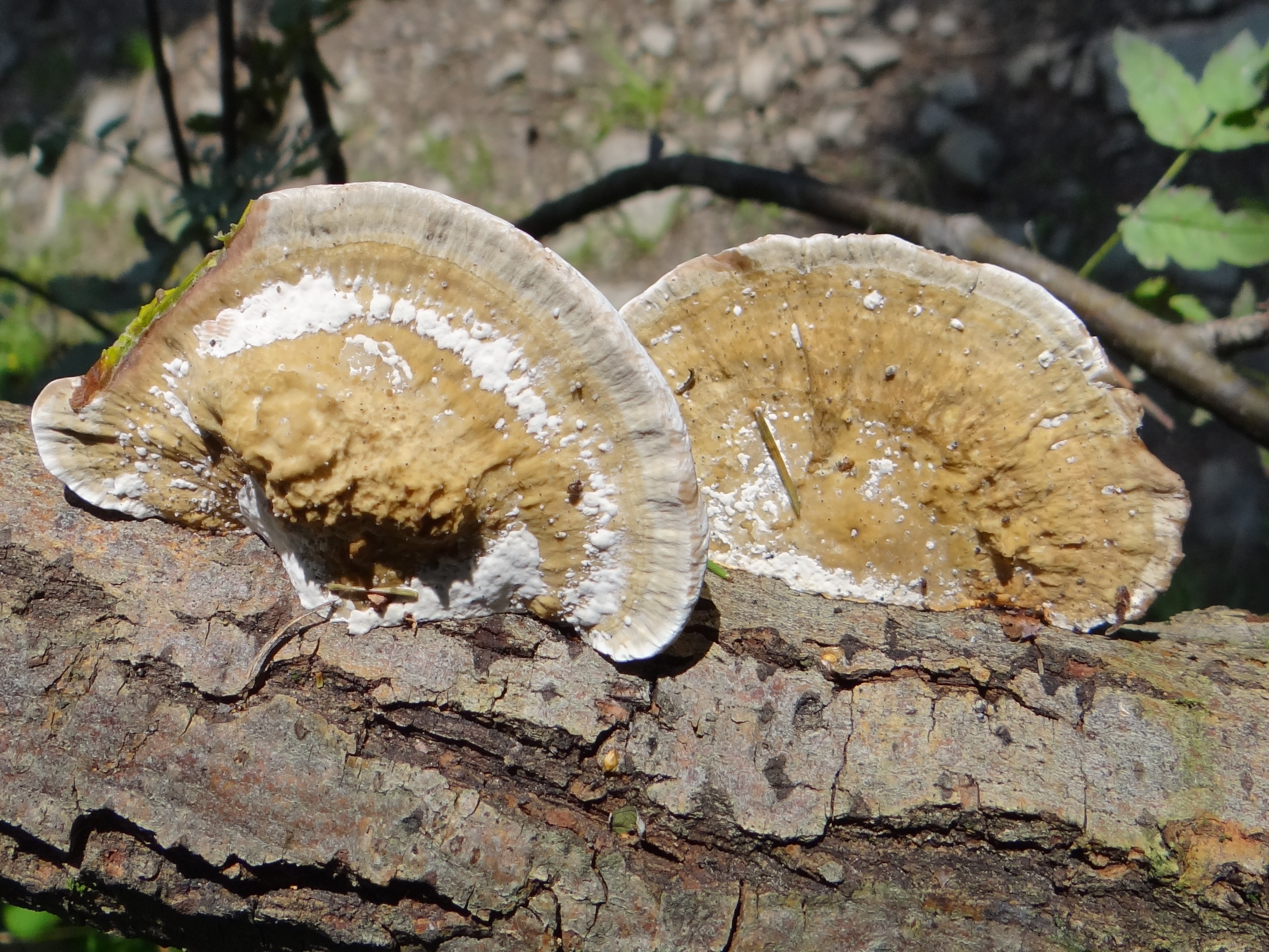

Evropa.

### Výskyt v Česku
Běžný druh.

## Popis
Organismus tvoří střechovitě uspořádané trsy plodnic. Plodnice jednoletá kloboukatá, konzolovitá nebo polokruhovitá, na horní části klobouku je plodnice bělavá, šedě hnědavá, zřídka soustředně pásovaná, s nápadně nerovným povrchem (ve středu plodnice je hrb), 5–20 cm velká, silná 4–10 cm. Během roku se stává vlivem porostu řas povrch klobouku zeleným. Dužnina bílá až našedlá, pružná, později tuhá až korkovitá, téměř bez vůně. Póry jsou jednotně radiálně protažené, úzké, barvy bílé až krémové. Výtrusný prach bílý.

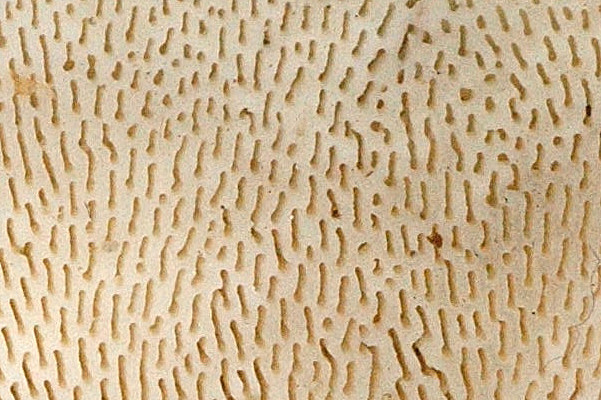

## Hostitel
Odumřelé části dřevin, ranový parazit. Plodnice lze najít na živých i odumřelých kmenech a větvích listnáčů, především buků, habrů, dubů, někdy i bříz, topolů a jasanů.

## Příznaky
Plodnice na kmeni nebo větvích.

### Možnost záměny
Jiné druhy tohoto rodu.

## Význam
Nejedlá. Způsobuje bílou hnilobu dřeva. Rozkládá mrtvé tkáně stromů, je ale také parazitem na živých stromech. Není významným parazitem.

## Ekologie
Plodnice jsou na dřevině po celý rok, nejčastější v červnu až listopadu v listnatých a smíšených lesích na odumřelých kmenech a pařezech listnáčů. V horských bukových porostech je hojná. Outokovka hrbatá může parazitovat na podhoubí velmi hojné šedopórky osmahlé (Bjerkandera adusta).